# Aporrhais
Aporrhais  es un género de moluscos gasterópodos de la familia Aporrhaidae.

## Especies
Se reconocen las siguientes especies:
- Aporrhais pesgallinae
- Aporrhais pespelecani
- Aporrhais senegalensis
- Aporrhais serresianus
- Aporrhais protohemichenopus [cita requerida]